# كريستوفر هورتون
كريستوفر هورتون (بالإنجليزية: Christopher Horton)‏ هو شخصية أعمال نيوزيلندي، ولد في 11 نوفمبر 1938، وتوفي في 12 فبراير 2015 بسبب مرض.